# Anthurium papillilaminum
Anthurium papillilaminum är en kallaväxtart som beskrevs av Thomas Bernard Croat. Anthurium papillilaminum ingår i släktet Anthurium och familjen kallaväxter. Inga underarter finns listade.